# Emil Volkers
Emil Ferdinand Heinrich Volkers (n. 4 ianuarie 1831, Birkenfeld (Nahe) – d. 30 mai 1905, Düsseldorf) a fost un pictor german specializat în cai și scene de gen.

## Biografie
Volkers a crescut la Birkenfeld, în principatul Birkenfeld, o exclavă a Marelui Ducat de Oldenburg. La stația de poștă din localitate și-a descoperit predilecția pentru cai.
Și-a început studiile artistice la Academia de Arte Vizuale din Dresda, sub îndrumarea profesorilor Ernst Wilhelm Rietschel și Julius Schnorr von Carolsfeld. În 1852 a continuat studiile la Academia de Arte Frumoase din München, sub îndrumarea celebrilor pictori de cai Albrecht Adam și Franz Adam.
În 1857, Volkers s-a stabilit în Düsseldorf unde a devenit membru al asociației artiștilor „Malkasten”. De aici, pleca adesea să viziteze grajduri și herghelii, în special cele din Trakehnen, în Prusia Răsăriteană, și din Celle, în Saxonia Inferioară sau grajdurile lui Friedrich Alfred Krupp, din Essen.
Apoi a călătorit în Italia și România.
La marea expoziție de artă din Berlin, din 1890, Volkers a fost distins cu o medalie de aur.
În 1867, Carol I al României l-a chemat pe Volkers la București, unde i-a propus să devină pictor al casei regale. Frederic Augustus al II-lea, Mare Duce de Oldenburg l-a numit profesor.
Dintre fiii lui Emil Ferdinand Heinrich Volkers, Fritz Volkers (1868–1944) și Carl Volkers (1868–1949) s-au remarcat și ei ca pictori de cai, în timp ce alt fiu al său, Max Volkers (1874-1946), a pictat portrete și peisaje.

## Opera (selecție)
Volkers s-a făcut remarcat în special prin picturile reprezentând cai. Majoritatea lucrărilor au fost în ulei pe pânză. A pictat și portrete realiste ale anumitor cai care aveau o importanță deosebită pentru stăpânii lor.
A realizat și combinații de pictură de cai cu portrete de persoane, ca în cazul portretului ecvestru al împăratului Wilhelm I al Germaniei (1872) și al cancelarului Otto von Bismarck (1875), care au pus bazele cultului personalității împăratului Wilhelm.
Volkers a realizat și picturi de gen, având în special ca subiect viața din Peninsula Balcanică, în care a inclus o serie de detalii etnografice. 
A abordat și teme militare, în care a primat tot redarea cailor. Picturile sale atingeau adeseori o precizie fotografică. Un contemporan al său a apreciat această tendință ca „redare exagerat de precisă” și „abordare dură și nepicturală”, a cărei cauză o găsea în interesul pictorului pentru hipologie și cunoștințele sale în acest domeniu.

Picturi semnate de Emil Volkers
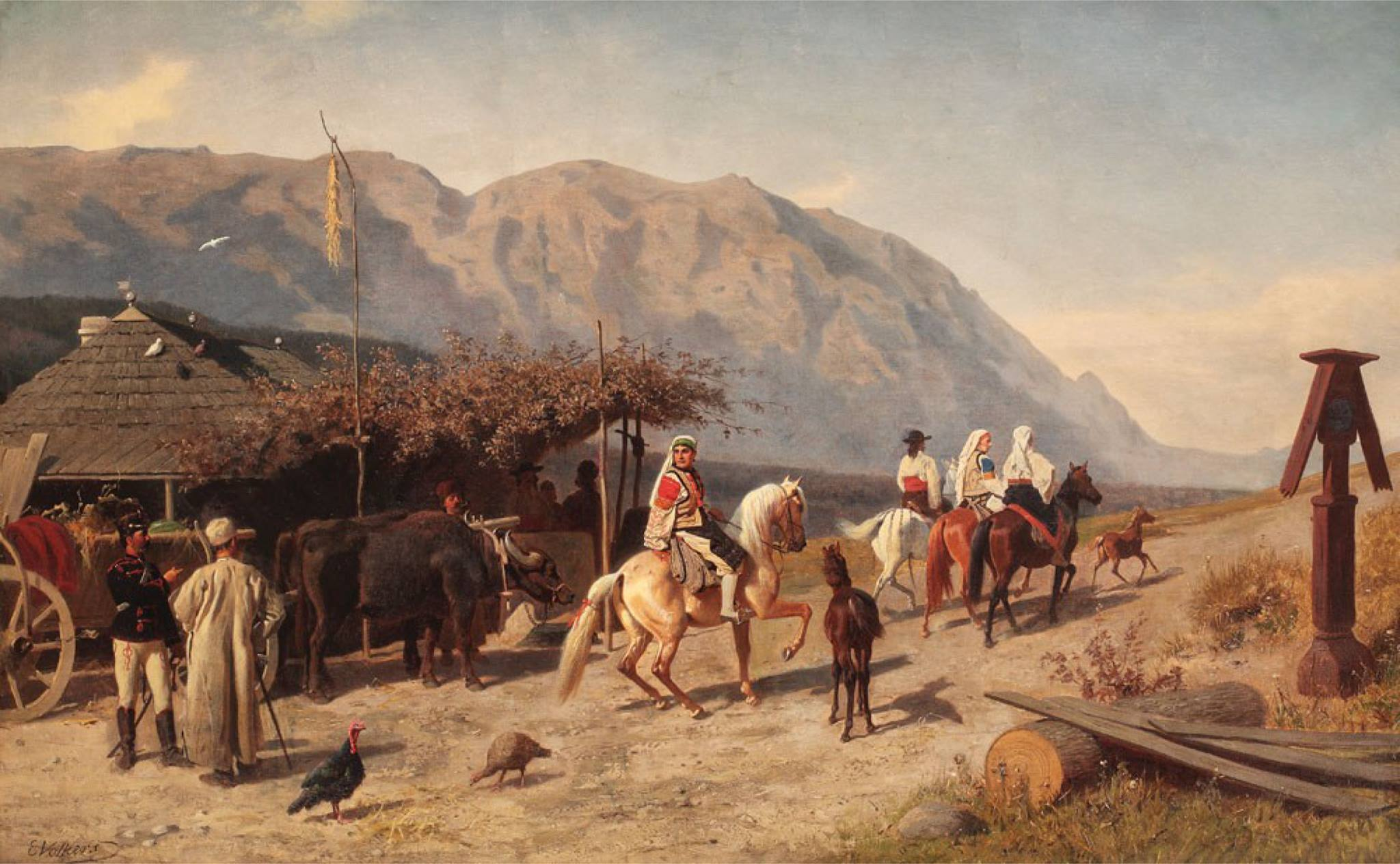
Ţărani români
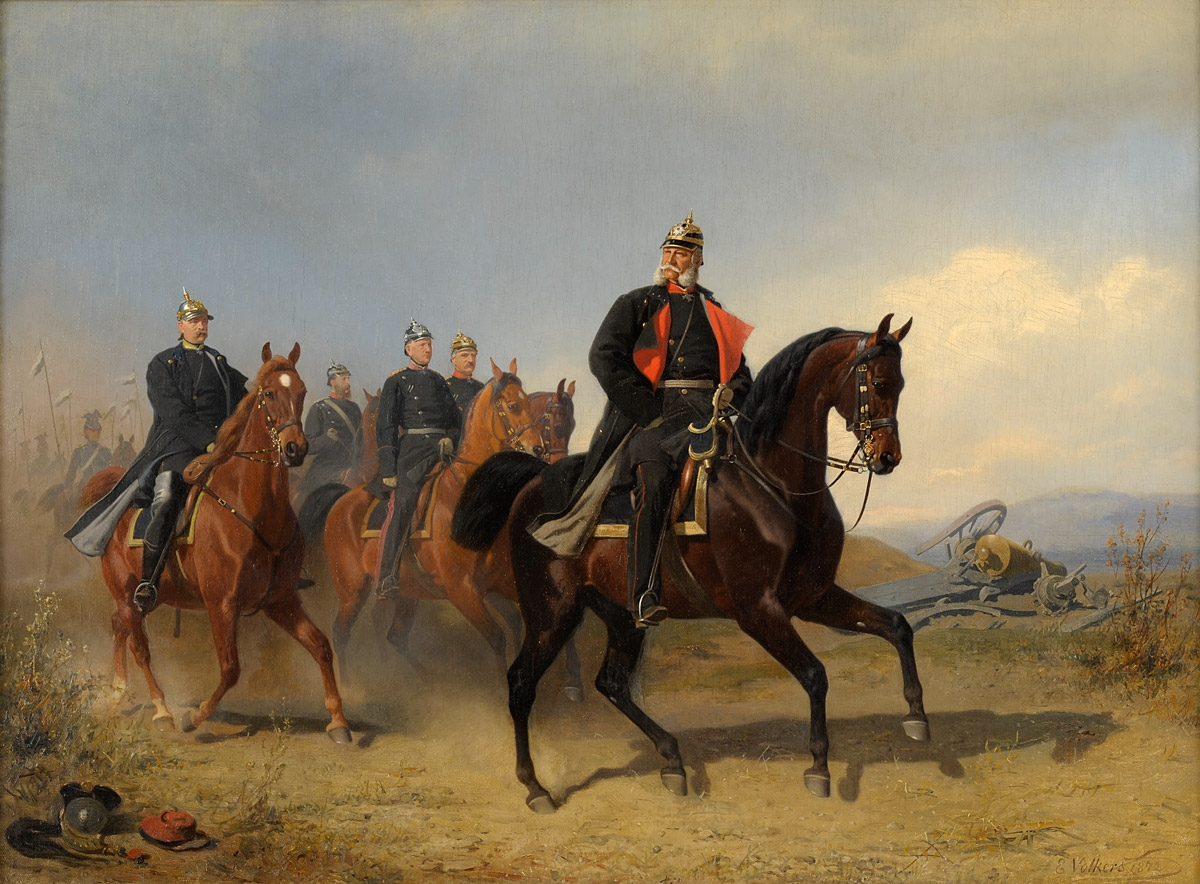
Wilhelm I în drum spre o inspecţie pe front, 1872
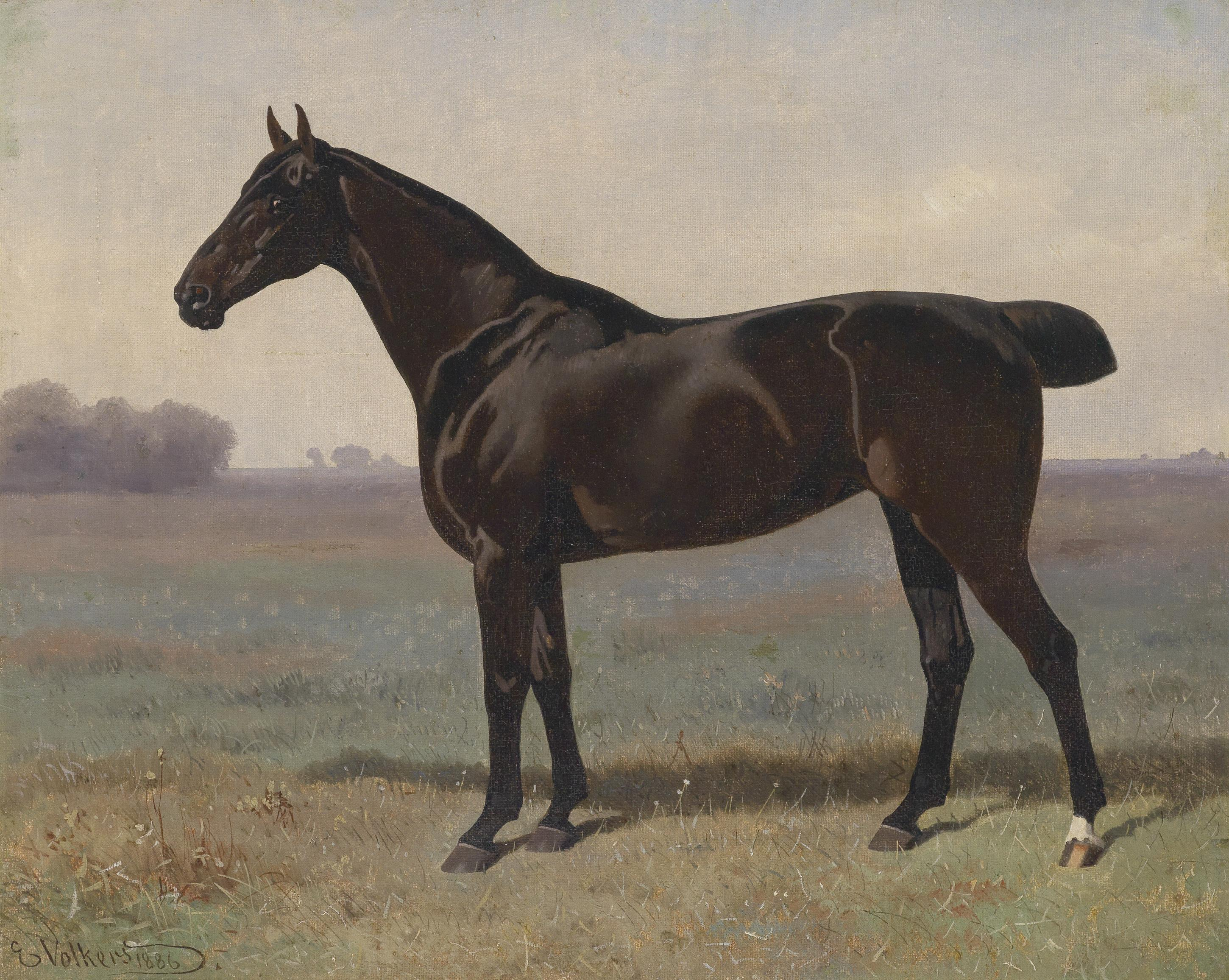
Cal negru în peisaj, 1886
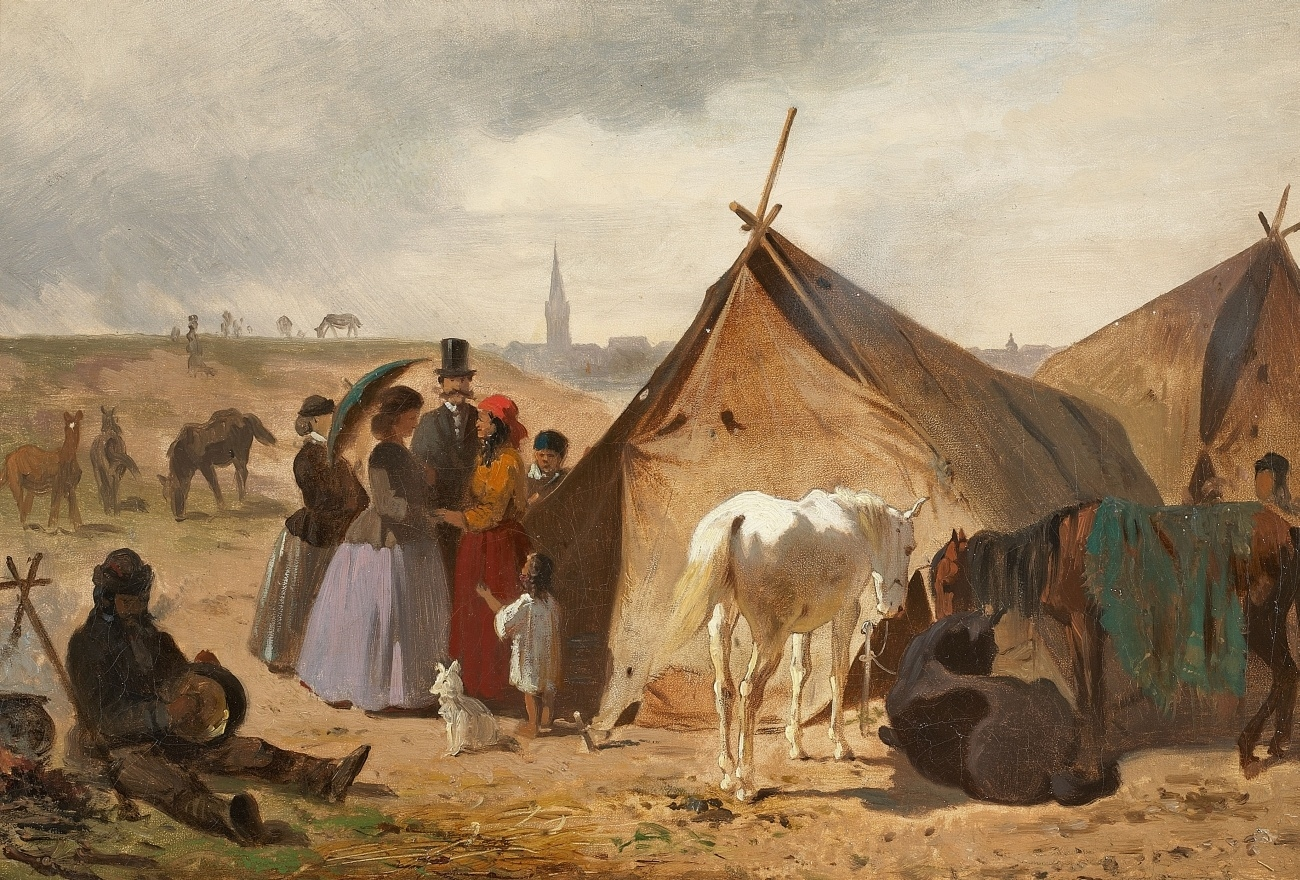
Sălaș de țigani la Düsseldorf, nedatat

În afară de pictură, Volkers a executat și desene, grafică și ilustrație de carte, mai ales a cărților de specialitate prind caii, ca de exemplu  Vorzügliche Pferderassen Europas - „Principalele rase de cai din Europa” (1869) și Abbildungen vorzüglicher Pferde-Rassen - „Imagini ale principalelor rase de cai” (în jurul anului 1880).
- Pferdeporträt Viktoria (Portretul calului Viktoria), 1857
- Pferdeporträt Diana (Portretul calului Diana), 1857
- Wilhelm I. auf dem Weg zur Frontinspektion (Wilhelm I în drum spre o inspecție pe front), 1872
- Bismarck zu Pferde (Bismarck călare), 1875
- Rumänisches Landvolk (Țărani români), în jurul anului 1875
- Pferde auf der Weide (Cai pe pășune), 1881
- Rappe in Landschaft (Cal negru în peisaj), 1886
- Pferd und Jagdhund im Stall (Cal și câine de vânătoare în grajd), 1893
- Pferdeporträt Chamant (Portretul calului Chamant), 1902
- Zigeunerlager vor Düsseldorf (Sălaș de țigani la Düsseldorf), nedatat
- Der Ausritt (Plimbare călare), nedatat

## Literatură
- Manfred W. Graf: Der Pferdemaler Prof. Emil Volkers und die Rassen Europas. Druck- und Verlagshaus Frisch (MFB-Verlags-Ges.), Eisenach 1995, ISBN 3-931431-01-0
- Walter Göhl: Der Pferdemaler Emil Volkers (1831-1905). In: Heimatkalender Landkreis Birkenfeld. Jg. 51, 2006, S. 178–181.
- Lexikon der Düsseldorfer Malerschule, Band 3, 1997, S. 390
- Volkers, Emil Ferd. Heinrich. In: Hermann Alexander Müller: Biographisches Künstler-Lexikon. Die bekanntesten Zeitgenossen auf dem Gebiet der bildenden Künste aller Länder mit Angabe ihrer Werke. Bibliographisches Institut, Leipzig 1882, S. 530. Digitalisat